# Швидкісна дорога S3 (Польща)
Швидкісна дорога S3 (пол. droga ekspresowa S3) — це головна дорога, що розбудовується в Польщі, яка планується пролягати від Свіноуйсьце на Балтійському морі через Щецин, Гожув-Велькопольський, Зелену Гуру та Легніцу до кордону з Чехією, де вона з'єднається з запланованою автомагістраллю D11. Загальна передбачувана довжина 470,6 км, з яких 404,7 км відкритий для руху та 65,9 км знаходиться в стадії розробки (станом на листопад 2021 року).
Основна ділянка від Щецина (A6) через Йорданово (A2) до Легниці (A4) була побудована в основному у 2008—2021 роках і завершена на всій запланованій довжині.
Ділянки від Легниці (A4) до кордону з Чехією та від Свіноуйсьце до Щецина (A6) частково завершені, а частково перебувають у стадії будівництва, згідно з контрактами, завершення у 2023 та 2024 роках відповідно.
Раніше планувалося побудувати автомагістраль A3 уздовж цього маршруту, але було прийнято рішення побудувати «швидкісну дорогу» нижчого стандарту, оскільки інтенсивність руху вважалася занадто низькою, щоб виправдати автомагістраль. Однак, S3 має ключові властивості автостради, включаючи фізичне розділення, обмежений доступ, усі розв'язки з роздільними рівнями та (після завершення) принаймні дві безперервні смуги в кожному напрямку, а також аварійні смуги (жорстке узбіччя).

## Історія

### Початкові плани маршруту (автострада A3)
Автомагістраль A3 була запланованою з 1993 до 2001 років і мала бути побудована в західній Польщі. Планувалося, що вона розпочнеться в Щецині, з'єднає Зелену Гуру, Болкув і закінчиться в Любавці на польсько-чеському кордоні.
Деякі дорожні карти, опубліковані в 1990-х роках, містили приблизний маршрут автомагістралі, який у деяких місцях відрізнявся від остаточного маршруту S3, особливо автомагістраль мала утворити північно-східний об'їзд Легниці, тоді як S3 була побудована як її західний обхід.
Одним із недоліків дороги, яка була запланована як автострада, є те, що з самого початку вона будувалася на абсолютно новому напрямку (на деякій відстані від старого маршруту дороги DK3). Це схоже на те, як більшість швидкісних доріг у Польщі побудовані зараз, але на відміну від стандартів 2000-х років, коли більшість швидкісних доріг будували шляхом модернізації існуючих доріг.